# 神田直樹
神田 直樹（かんだ なおき、1998年11月13日 - ）は、日本の実業家。国語特化のオンライン個別指導塾「ヨミサマ。」代表、ヨミサマ。の運営元である株式会社Overfocus代表取締役。

## 人物・来歴
茨城県ひたちなか市に生まれる。
中学時代はドイツ・ミュンヘンの日本人学校に通い、独学で東京大学を目指すことを決意する。帰国後NHK学園高等学校（通信制）に進学し、1年間の浪人を経て東京大学文科一類に合格した。
2022年に東京大学法学部を卒業後、マッキンゼー・アンド・カンパニーに入社した。2023年3月には同社を退職し、株式会社Overfocusを設立した。
現在は同社代表取締役として、小中高生を対象に「独学」を支援する学習コンサルタント事業を展開する。また国語特化のオンライン個別指導塾「ヨミサマ。」も運営する。

## 著書
- 『成績アップは「国語」で決まる! 偏差値45からの東大合格「完全独学★勉強法」』ダイヤモンド社、2025年5月21日。ISBN 978-4-478-12134-4。